# 八島町 (高崎市)
八島町（やしまちょう）は、群馬県高崎市の地名。郵便番号は370-0849。面積は0.15 km2(2012年現在)。

## 地理
烏川中流域に位置している。
町の西側半分が高崎駅構内となっている。高崎駅前の再開発などがあり商業施設等が多く、活気があふれている。

## 歴史
1902年に下和田と赤坂十人町の各一部が合併して成立した地名である。高崎駅が同町にあったことにより、発展が進んでいる。

### 年表
- 1884年（明治17年）5月1日 日本鉄道の駅として、新町 - 高崎間開通と同時に高崎駅が開業する。
- 1902年（明治35年） 下和田、赤坂十人町の各一部が合併して成立する。
- 1973年（昭和48年） 高崎駅東側の工場街が栄町となる。
- 1982年（昭和57年）
  - 3月1日 高崎駅の新駅舎完成する。
  - 4月14日 同町に駅ビルモントレーがオープンする。
- 2005年（平成17年）秋 同町にE’siteがオープンする。

### 地名の由来
赤坂村の字名に「八島」があったからとされている。

## 世帯数と人口
2017年（平成29年）8月31日現在の世帯数と人口は以下の通りである。
| 町丁   | 世帯数  | 人口  |
| ------ | ------- | ----- |
| 八島町 | 333世帯 | 757人 |

## 小・中学校の学区
市立小・中学校に通う場合、学区は以下の通りとなる。
| 番地 | 小学校           | 中学校             |
| ---- | ---------------- | ------------------ |
| 全域 | 高崎市立南小学校 | 高崎市立高松中学校 |

## 交通

### 鉄道

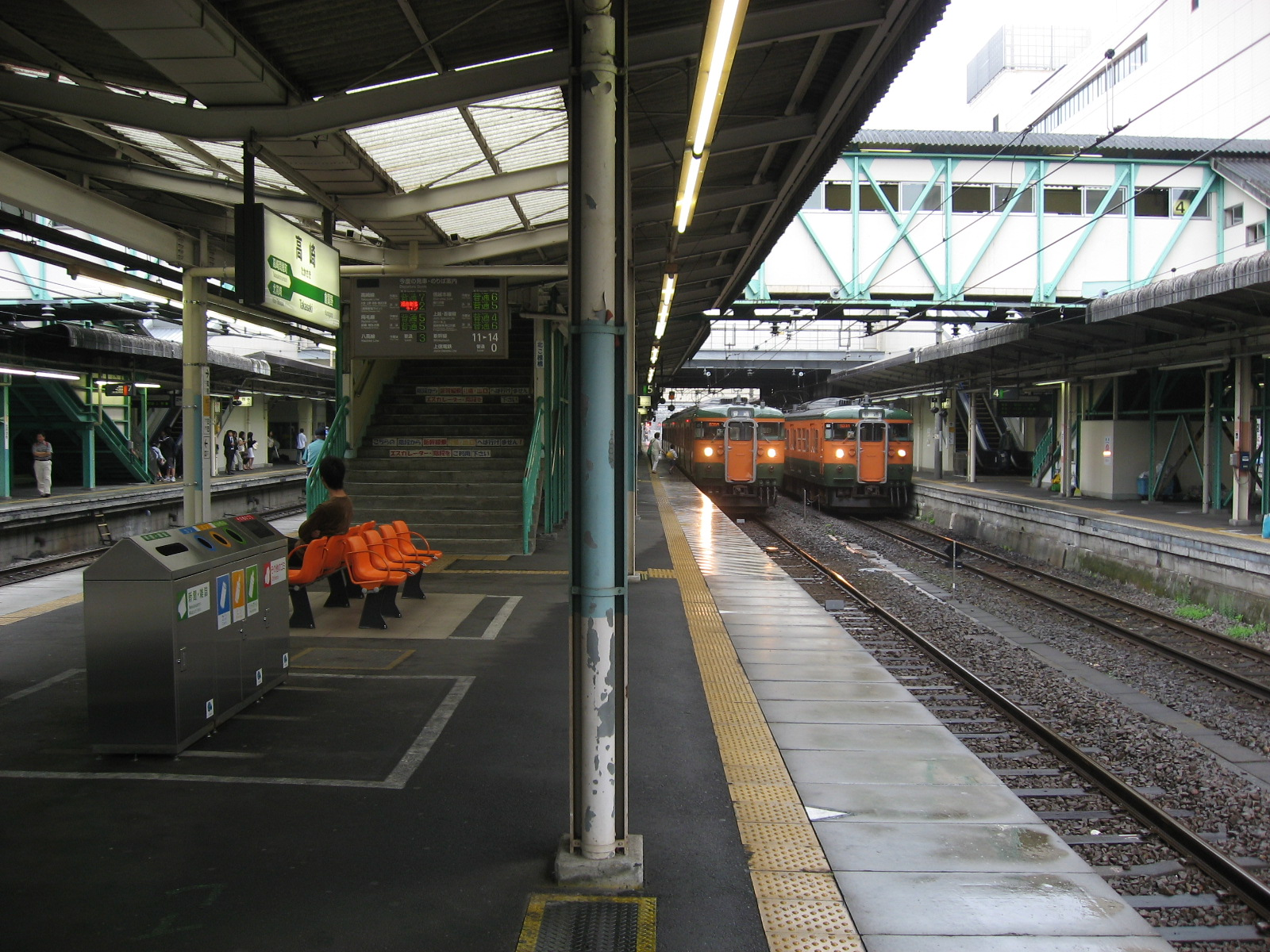
JR高崎駅 構内

- 東日本旅客鉄道・上信電鉄高崎駅

乗り入れ路線については当該記事を参照のこと。

### 道路
国道は通っていない。県道は群馬県道29号あら町下室田線が通っている。

## 施設
- 東日本旅客鉄道・上信電鉄高崎駅
  - モントレー
  - E’site（イーサイト）高崎
  - ホテルメトロポリタン高崎
  - 群馬県警察高崎駅西口交番
- 高崎オーパ（2017年10月13日開業）
- 高崎市美術館
- 高崎市立南小学校
- 高崎ワシントンプラザ
- 高崎アーバンホテル
- アパホテル ＜高崎駅前＞

### 過去の施設
- 高崎ビブレ（2014年3月31日閉店）